# Max Seliger
Max Seliger (født 12. maj 1865 i Bublitz i Provinz Pommern (det nuværende Bobolice i Polen), død 10. maj 1920 i Leipzig) var en tysk maler og raderer.
Seliger blev 1904 lærer ved Berlins Kunstindustriskole, senere professor og direktør for Akademiet for grafisk kunst i Leipzig. Han har indtaget en fremragende stilling i dekorativ kunst både som lærer og med egne arbejder: udkast til malede vinduer, vægbilleder, mosaik, illustrationer til bøger, ex libris etc. (således mosaikker og glasmalerier for Kaiser-Wilhelm-Gedächtniskirche i Berlin og vægbilleder i gymnasiet i Wurzen).